# 背弧海盆

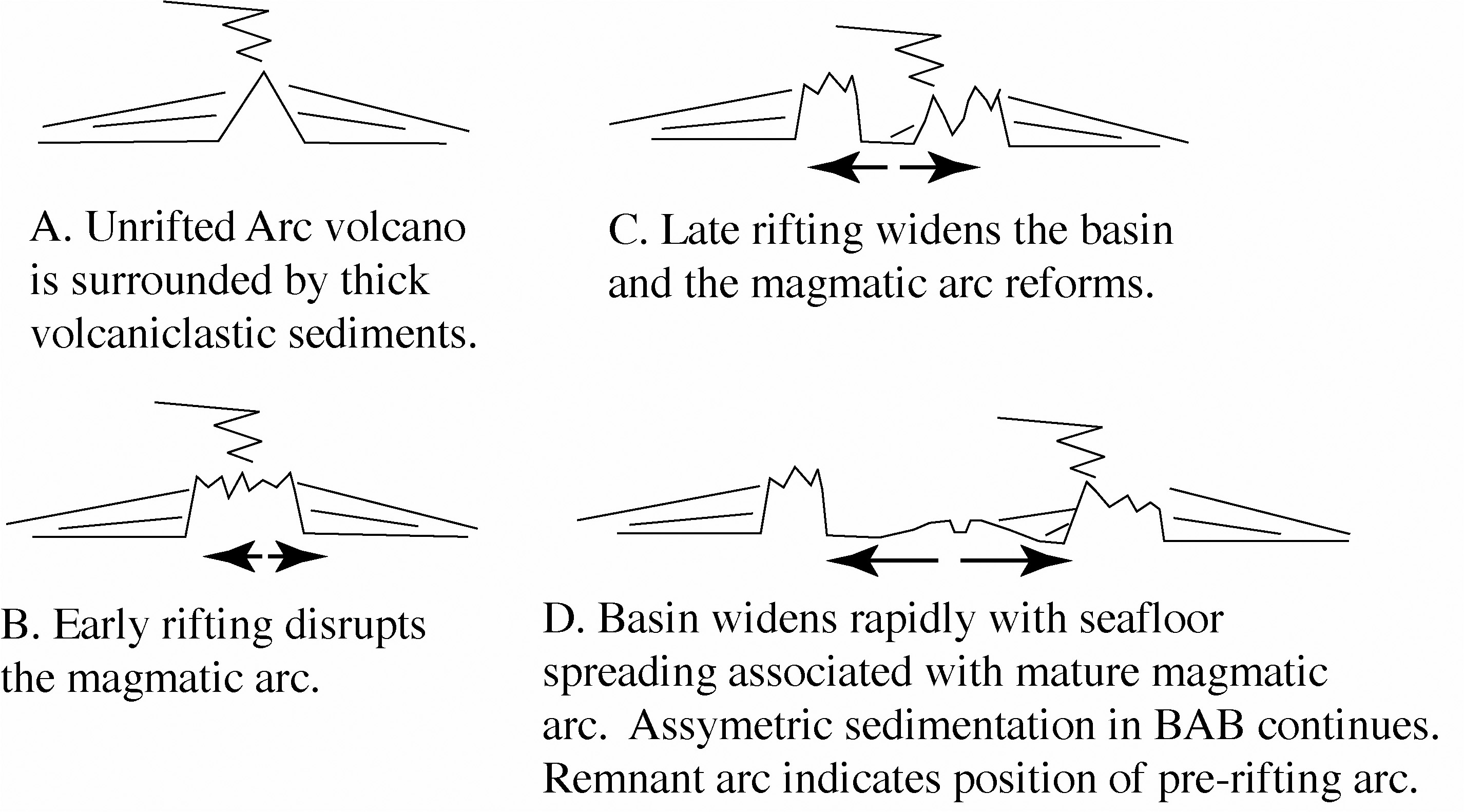
背弧海盆発達の横断面図。A. リフト前の弧の火山は厚い火山性堆積物に覆われている。B. リフト前期でマグマ弧は分裂を始める。C. リフト後期で海盆は拡大しマグマ弧が再形成される。D. マグマ弧の成長による海洋底拡大に伴い海盆は急速に拡大する。背弧海盆における非対称な堆積作用は継続する。残存島弧はリフト前の弧の（プレート上の）位置を示す。

背弧海盆（はいこかいぼん、英: back-arc basin、略称BAB、別名retro-arc basin）とは、地質学的事象であり、その成り立ちにおいて島弧や沈み込み帯と関連がある海面下の盆地である。別名を縁海という。西太平洋で比較的新しい時代に集積された複数のプレートの境界領域でこれらを見ることができる。その多くは海溝にプレートを巻き込む力に対する巻き返しの反発力で生じたものである。背弧海盆の成立はプレートテクトニクス理論で割り出されたわけではないが、地球の熱消失に関する主流モデルとは矛盾しない。

## 特徴
背弧海盆は数百〜数千kmの長さがあるが、これに比して幅は数百kmと狭いことが多い。背弧海盆の幅は、マグマ活動が水に依存するという事実と、マントル対流の誘発性に制約されるらしいが、これら二つは沈み込み帯の近傍に集中してみられる。拡大速度はさまざまで、遅いものはマリアナトラフの年数cmから、速いものではラウ海盆の年15cmなど幅がある。ここでの海嶺は中央海嶺同様に玄武岩を噴出するが、背弧海盆の玄武岩には多量のマグマ水が含まれる（水の重量比1〜1.5%）のに対し、中央海嶺の玄武岩質マグマは乾燥している（同0.3%未満）のが大きな違いである。背弧海盆の玄武岩質マグマが含有する多量の水は、沈み込み帯に持ち込まれた海水が上部マントルのくさび中に揮発放出されたものと考えられる。中央海嶺と同じく背弧海盆には深海熱水孔があり、微生物による有機物合成が活発に行われている。

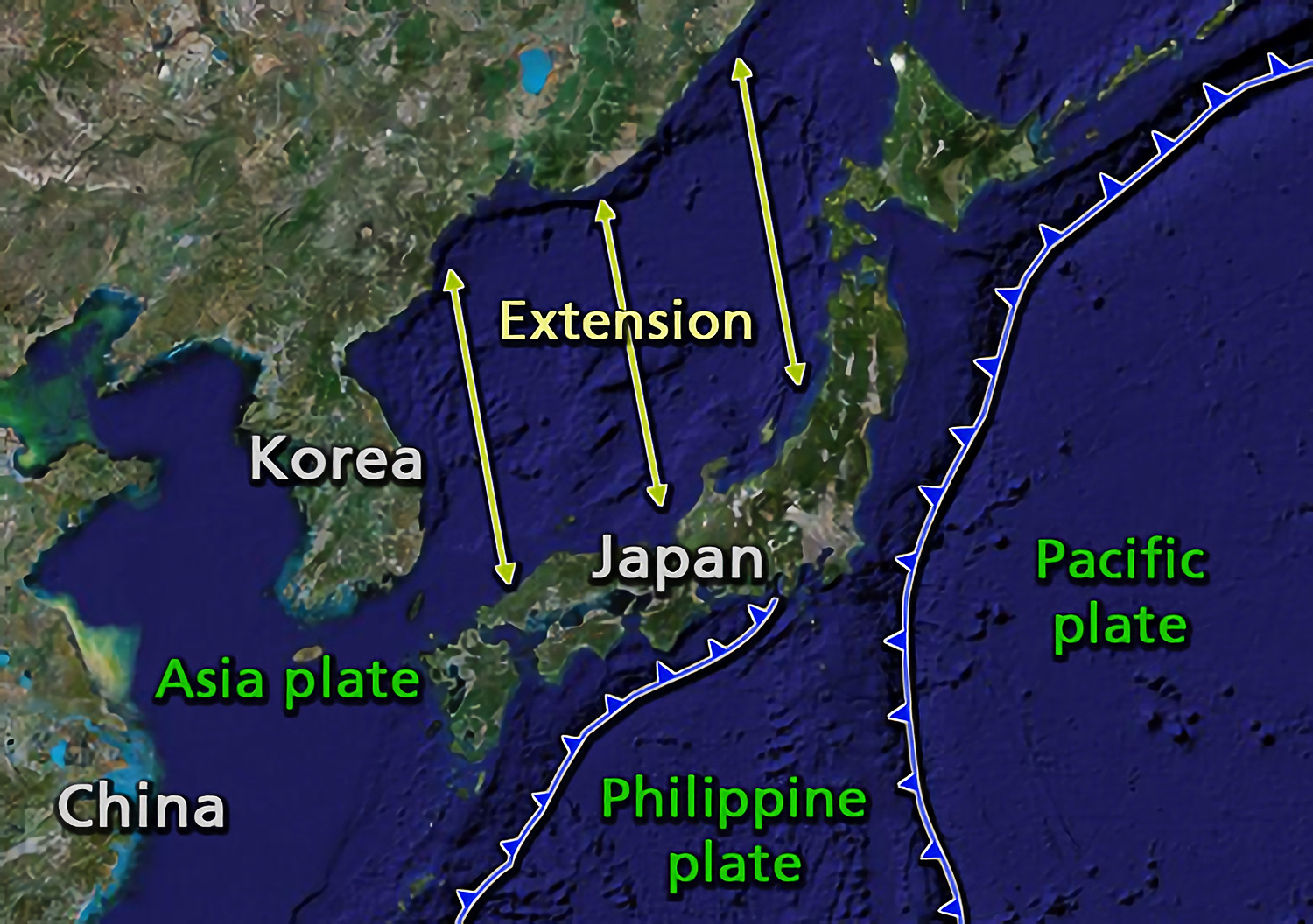
日本本土は背弧海盆によりアジア大陸と隔てられている。

## 非対称性
背弧海盆生成と通常の中央海嶺の違いは、非対称な海洋底拡大にある。たとえばマリアナトラフ中央部では現在の拡大速度が西側の辺縁と比較して2倍から3倍速く、マリアナトラフ南端の火山前線に近接する拡大中心の位置から、地殻の付着成長全体がほぼ100%非対称であることがわかる。この状態はやはり非対称がみられる北部でも同様である。ラウ海盆などその他の背弧海盆では大規模なリフト上昇がみられ、拡大の中心が火山弧の遠位から近位に移動するという増殖的事態が進行してきた。一方、新しい調査によれば拡大速度は比較的対称的な傾向をみせ、小規模なリフト上昇を伴うらしい。背弧海盆が非対称に拡大する理由はまだよくわかっていない。そこで拡大軸をはさむ非対称性の原因を、マグマ弧の溶融産生過程・熱流量・スラブ（沈み込みプレート）からの距離と水和作用の変化度の関係・マントルのくさび効果・リフトから拡大への進化に求めるのが一般的な考え方になった。

## 形成と堆積
背弧海盆は島弧が長さ方向に分裂して形成されるが、これはおおむね島弧列のマグマ軸に沿って起こる。この過程でマグマ弧が分裂して残存島弧が形成されると、これは次の形成過程に入った島弧軸から離れて漂流する。背弧海盆は海洋底拡大に伴い拡大成長する。堆積作用はきわめて非対称であるが、その理由は堆積物のほとんどが活発なマグマ弧から供給されるためである。背弧海盆は拡大が数千年間程度続いた後に活動を停止し、背弧海盆としての死を迎えるか縁海盆になるというのが典型的推移と考えられる。

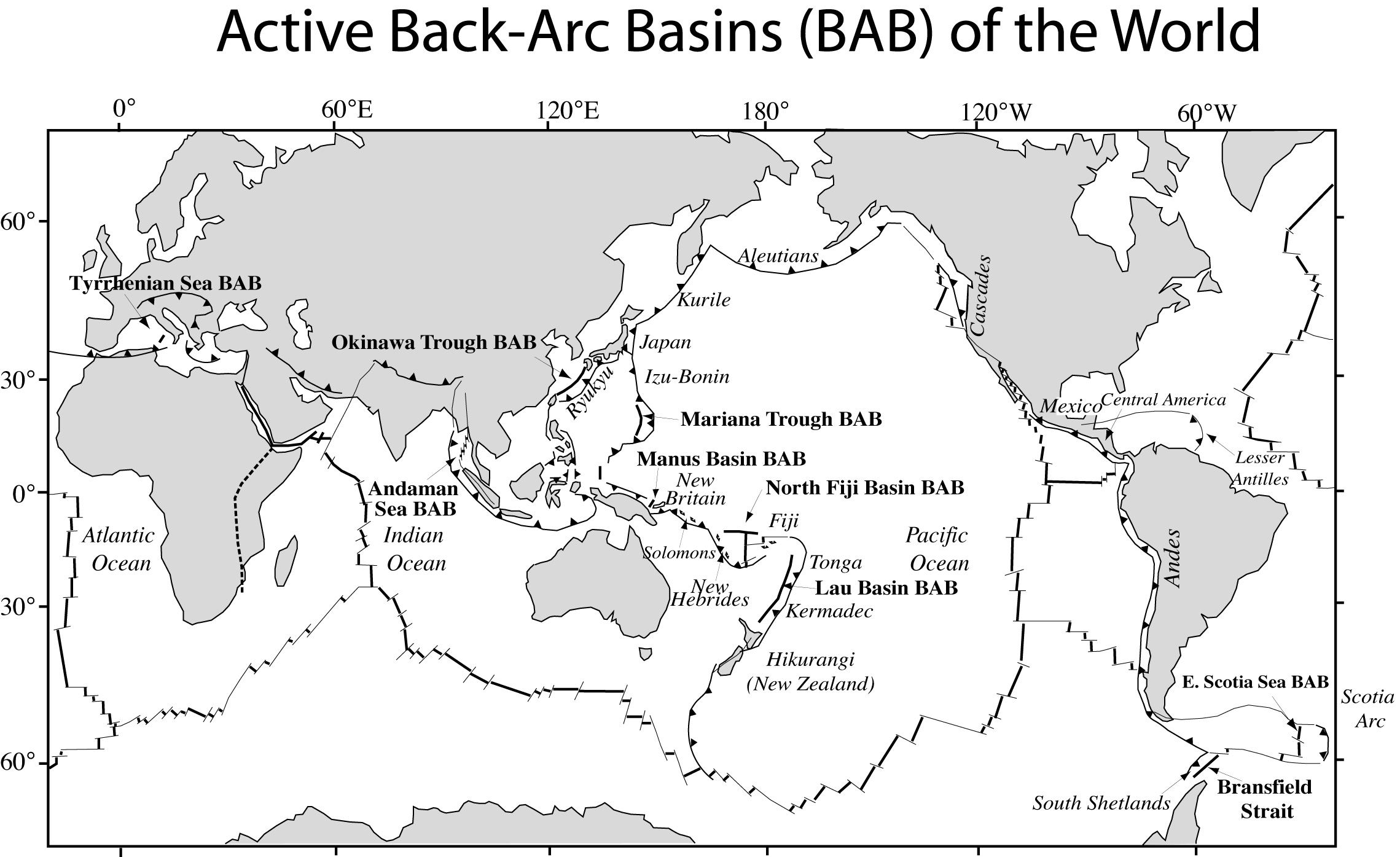
世界の活動中の背弧海盆

## 位置
活動中の背弧海盆はマリアナ・トンガ=ケルマディック・南スコシア・マヌス・北フィジー・ティレニアをはじめとする海域でみられるが、西太平洋一帯に多い。沈み込み帯は必ずしも背弧海盆を形成するわけではない。その例としてアンデス山脈中部は背弧圧縮と結びついている。さらに消滅したり拡大を停止した背弧海盆も多い。パレスベラ=四国海盆、日本海、クリル（千島）海盆などがこれにあたる。

## 背弧海盆研究の歴史
プレートテクトニクス理論の発達過程では、プレート境界縁は圧縮帯であるから、沈み込み帯の上には強力な拡大帯（背弧海盆）など期待できないとする考え方が主流だったらしい。あるプレート境界縁が活発に拡大しているという仮説は、1970年代前半にスクリップス海洋研究所のDan Karigが提唱し、以来西太平洋での海洋地質調査が幾度も実施されてきた。